# باتونی‌ترنیه
شهر باتونی‌تِرِنیِه (به مجاری: Bátonyterenye) در نوگراد در کشور مجارستان واقع شده‌است. جمعیت این شهر ۱۳٫۷۴۱ نفر است.